# Trafford (Pennsylvanie)
Pour les articles homonymes, voir Trafford (homonymie).
Trafford est un borough situé en limite des comtés d'Allegheny et de Westmoreland, en Pennsylvanie, aux États-Unis,. En 2010, il comptait une population de 3 174 habitants. Il est incorporé le 29 août 1904.

## Démographie
Lors du recensement de 2010, le borough comptait une population de 3 174 habitants. Elle est estimée, le 1er juillet 2019, à 3 066 habitants.